# Lijst van voetbalinterlands Samoa - Vanuatu
Deze lijst van voetbalinterlands is een overzicht van alle officiële voetbalwedstrijden tussen de nationale teams van Samoa en Vanuatu. De landen hebben tot op heden vijf keer tegen elkaar gespeeld. De eerste ontmoeting, een kwalificatiewedstrijd voor het Wereldkampioenschap voetbal 2006, werd gespeeld in Apia op 15 mei 2004. Het laatste duel, een kwalificatiewedstrijd voor het Wereldkampioenschap voetbal 2026, vond plaats op 12 oktober 2024 in Port Vila.

## Wedstrijden
| № | Plaats    | Datum            | Competitie             | Wedstrijd       | Uitslag |
| - | --------- | ---------------- | ---------------------- | --------------- | ------- |
| 1 | Apia      | 15 mei 2004      | WK 2006 kwalificatie   | Samoa – Vanuatu | 0 – 3   |
| 2 | Apia      | 25 augustus 2007 | WK 2010 kwalificatie   | Vanuatu – Samoa | 4 – 0   |
| 3 | Honiara   | 3 juni 2012      | WK 2014 kwalificatie   | Vanuatu – Samoa | 5 – 0   |
| 4 | Apia      | 18 juli 2019     | Pacifische Spelen 2019 | Samoa − Vanuatu | 0 − 11  |
| 5 | Port Vila | 12 oktober 2024  | WK 2026 kwalificatie   | Vanuatu – Samoa | 4 – 1   |

## Samenvatting
| Competitie        | Totaal gespeeld | Winst Samoa | Gelijk | Winst Vanuatu | Doelsaldo Samoa – Vanuatu |
| ----------------- | --------------- | ----------- | ------ | ------------- | ------------------------- |
| WK-kwalificatie   | 4               | 0           | 0      | 4             | 1 − 16                    |
| Pacifische Spelen | 1               | 0           | 0      | 1             | 0 − 11                    |
| Totaal            | 5               | 0           | 0      | 5             | 1 − 27                    |

FFS · 
A-internationals · 
Samoaans vrouwenelftal
1989 – 1999 · 
2000 – 2009 · 
2010 – 2019 ·
2020 − 2029
Amerikaans-Samoa ·
Australië ·
Cookeilanden ·
Fiji ·
Nieuw-Caledonië ·
Nieuw-Zeeland ·
Papoea-Nieuw-Guinea ·
Salomonseilanden ·
Tahiti ·
Tonga ·
Vanuatu
VFF · 
Vanuatuaans vrouwenelftal
Interlands
Tegenstander:
Amerikaans-Samoa ·
Australië ·
Brunei ·
Cookeilanden ·
Estland ·
Fiji ·
Guam ·
Guinee ·
India ·
Indonesië ·
Libanon ·
Mongolië ·
Nieuw-Caledonië ·
Nieuw-Zeeland ·
Papoea-Nieuw-Guinea ·
Salomonseilanden ·
Samoa ·
Tahiti ·
Tonga